# 内藤博文
内藤 博文（ないとう ひろふみ、1931年〈昭和6年〉1月20日 - 2013年〈平成25年〉4月29日）は、山梨県出身の元プロ野球選手。ポジションは二塁手。

## 来歴
甲府中学（学制改革により1948年より甲府一高）では野球部と陸上部を掛け持ちし、1947年の第2回国民体育大会では短距離走種目に出場した。1948年に読売ジャイアンツが初めて開いた入団テストを受け、第一号の合格者となる。同年夏の大会では山梨県予選で優勝するも、山静大会で敗れたため、高校を中退して巨人に入団した。
入団3年目の1950年に前年度までの正遊撃手であった白石敏男が広島に移籍したことからチャンスを掴み、遊撃手として出場した66試合を含む113試合に出場し、準レギュラー格となる。しかし、打率.214と貧打に苦しみ、翌1951年に西日本から打撃に定評がある平井三郎が移籍してきたことから、しばらく出場の機会に恵まれない時期が続いた。
戦前から長く正二塁手を務めていた千葉茂に衰えが見え始めるたことから、1954年ごろより内藤は二塁手の控えとして徐々に出場試合を増やす。1956年にはついに千葉より二塁手のレギュラーの座を奪い、八番を打って打率.225と規定打数にも到達してリーグ21位に入った。翌1957年は七番に入り、打率.251（リーグ12位）、6本塁打、48打点とキャリアハイの成績を残す。しかし、1958年になると長島茂雄の入団に伴って、前年までの正三塁手であった土屋正孝が二塁手にコンバートされたことから、内藤は土屋に押し出される形となってレギュラーの座を失い、60試合の出場に留まる。同年オフにA級10年選手制度（現在のFA制度の源流）で、巨人時代に慕っていた千葉茂が監督を務めている近鉄バファローへ移籍した。
近鉄では正二塁手となり、一番や二番の上位打順を任されて.250前後の打率を残すが、ブルームの台頭により出場機会を減らしてゆく。ブルームにレギュラーの座を奪われた1961年限りで、監督の千葉とともに近鉄を退団、現役を引退した。
引退後は、一時甲府でレストランを経営する。その後は、1964年から1967年まで国鉄・サンケイのコーチ、1968年からサンケイスポーツで野球評論家、記者として活動。1978年から1980年まで古巣・巨人のコーチ、1982年から1986年までヤクルトで二軍監督を務め、1987年から1991年まで巨人の球団職員として活動した。
2013年4月29日午前2時52分、心不全のため神奈川県の病院で死去。82歳没。

## 人物
栗山英樹は入団した時に二軍監督だった内藤を野球人生最大の恩師として慕っていた。訃報の際には「あの人がいなければ、今の俺はなかった。野球観、生き方、すべてが俺のベースになっている」とコメントしている。
栗山の著書 『覚悟 = Resolution：理論派新人監督は、なぜ理論を捨てたのか』の最終章『人と比べるな』には、ヤクルト二軍監督当時の内藤が、栗山へ贈った言葉が記されている。

『プロ野球は競争社会だ。だが、そんなことはどうでもいい。おまえが人としてどれだけ大きくなれるかのほうがよっぽど大事だ。だから、周りがどうあろうと関係ない。明日おまえが、今日よりほんのちょっとでもうまくなっていてくれたら、オレはそれで満足だ』
妹は女優の内藤貴美子で、巨人時代の同僚であった宮本敏雄の夫人。

## 選手としての特徴
巨人入団当初は遊撃手であったが、プロ野球選手としてはやや肩が弱かったことから、二塁手へコンバートされた。一方で、当時日本のプロ野球では珍しかったジャンピングスローを披露するなど、守備力には定評があった。

## 詳細情報

### 年度別打撃成績
| 年 度      | 球 団      | 試 合 | 打 席 | 打 数 | 得 点 | 安 打 | 二 塁 打 | 三 塁 打 | 本 塁 打 | 塁 打 | 打 点 | 盗 塁 | 盗 塁 死 | 犠 打 | 犠 飛 | 四 球 | 敬 遠 | 死 球 | 三 振 | 併 殺 打 | 打 率 | 出 塁 率 | 長 打 率 | O P S |
| ---------- | ---------- | ----- | ----- | ----- | ----- | ----- | -------- | -------- | -------- | ----- | ----- | ----- | -------- | ----- | ----- | ----- | ----- | ----- | ----- | -------- | ----- | -------- | -------- | ----- |
| 1949       | 巨人       | 3     | 2     | 2     | 1     | 1     | 0        | 1        | 0        | 3     | 0     | 0     | 0        | 0     | --    | 0     | --    | 0     | 0     | --       | .500  | .500     | 1.500    | 2.000 |
| 1950       | 巨人       | 113   | 330   | 299   | 30    | 64    | 11       | 2        | 1        | 82    | 19    | 15    | 4        | 5     | --    | 26    | --    | 0     | 57    | 10       | .214  | .277     | .274     | .551  |
| 1951       | 巨人       | 25    | 29    | 24    | 7     | 3     | 0        | 0        | 0        | 3     | 1     | 1     | 1        | 1     | --    | 4     | --    | 0     | 3     | 1        | .125  | .250     | .125     | .375  |
| 1952       | 巨人       | 13    | 6     | 6     | 5     | 3     | 0        | 0        | 0        | 3     | 1     | 0     | 0        | 0     | --    | 0     | --    | 0     | 0     | 0        | .500  | .500     | .500     | 1.000 |
| 1953       | 巨人       | 38    | 45    | 40    | 7     | 8     | 1        | 0        | 0        | 9     | 4     | 3     | 1        | 2     | --    | 3     | --    | 0     | 4     | 0        | .200  | .256     | .225     | .481  |
| 1954       | 巨人       | 52    | 78    | 64    | 16    | 15    | 3        | 0        | 1        | 21    | 5     | 7     | 1        | 8     | 0     | 6     | --    | 0     | 7     | 2        | .234  | .300     | .328     | .628  |
| 1955       | 巨人       | 104   | 152   | 138   | 23    | 28    | 4        | 0        | 3        | 41    | 16    | 8     | 6        | 2     | 2     | 8     | 0     | 2     | 25    | 5        | .203  | .257     | .297     | .554  |
| 1956       | 巨人       | 125   | 359   | 338   | 36    | 76    | 16       | 1        | 5        | 109   | 33    | 3     | 7        | 8     | 2     | 8     | 0     | 3     | 53    | 5        | .225  | .249     | .322     | .572  |
| 1957       | 巨人       | 124   | 453   | 403   | 34    | 101   | 17       | 4        | 6        | 144   | 48    | 6     | 9        | 18    | 0     | 28    | 0     | 4     | 72    | 10       | .251  | .306     | .357     | .663  |
| 1958       | 巨人       | 60    | 157   | 139   | 18    | 28    | 6        | 2        | 3        | 47    | 12    | 2     | 0        | 5     | 0     | 11    | 2     | 2     | 36    | 3        | .201  | .270     | .338     | .608  |
| 1959       | 近鉄       | 67    | 273   | 248   | 33    | 62    | 5        | 1        | 4        | 81    | 15    | 1     | 2        | 2     | 0     | 16    | 1     | 7     | 40    | 3        | .250  | .314     | .327     | .640  |
| 1960       | 近鉄       | 92    | 341   | 311   | 30    | 78    | 15       | 3        | 3        | 108   | 21    | 2     | 0        | 6     | 0     | 17    | 0     | 7     | 66    | 9        | .251  | .304     | .347     | .652  |
| 1961       | 近鉄       | 70    | 123   | 100   | 9     | 24    | 4        | 0        | 1        | 31    | 11    | 2     | 0        | 3     | 1     | 16    | 0     | 3     | 18    | 5        | .240  | .361     | .310     | .671  |
| 通算：13年 | 通算：13年 | 886   | 2348  | 2112  | 249   | 491   | 82       | 14       | 27       | 682   | 186   | 50    | 31       | 60    | 5     | 143   | 3     | 28    | 381   | 53       | .232  | .290     | .323     | .613  |

### 背番号
- 11 （1948年 - 1949年）
- 28 （1950年 - 1958年）
- 21 （1959年 - 1961年）
- 50 （1964年 - 1967年）
- 79 （1978年 - 1980年）
- 75 （1982年 - 1986年）